# Sint-Vincent de Paulkapel
De Sint-Vincent de Paulkapel is een rooms-katholieke kapel in Jeruzalem. De kapel is gebouwd in 1888 en is een van de grootste katholieke kerkgebouwen van de stad. De kapel is opgedragen aan de oprichter van de Dochters van Liefde van Vincentius a Paulo, die het aanpalende ziekenhuis uitbaten. Sinds 1884 zijn er zusters aanwezig.
De kapel is gebouwd in Neoromaanse stijl.

## Galerij

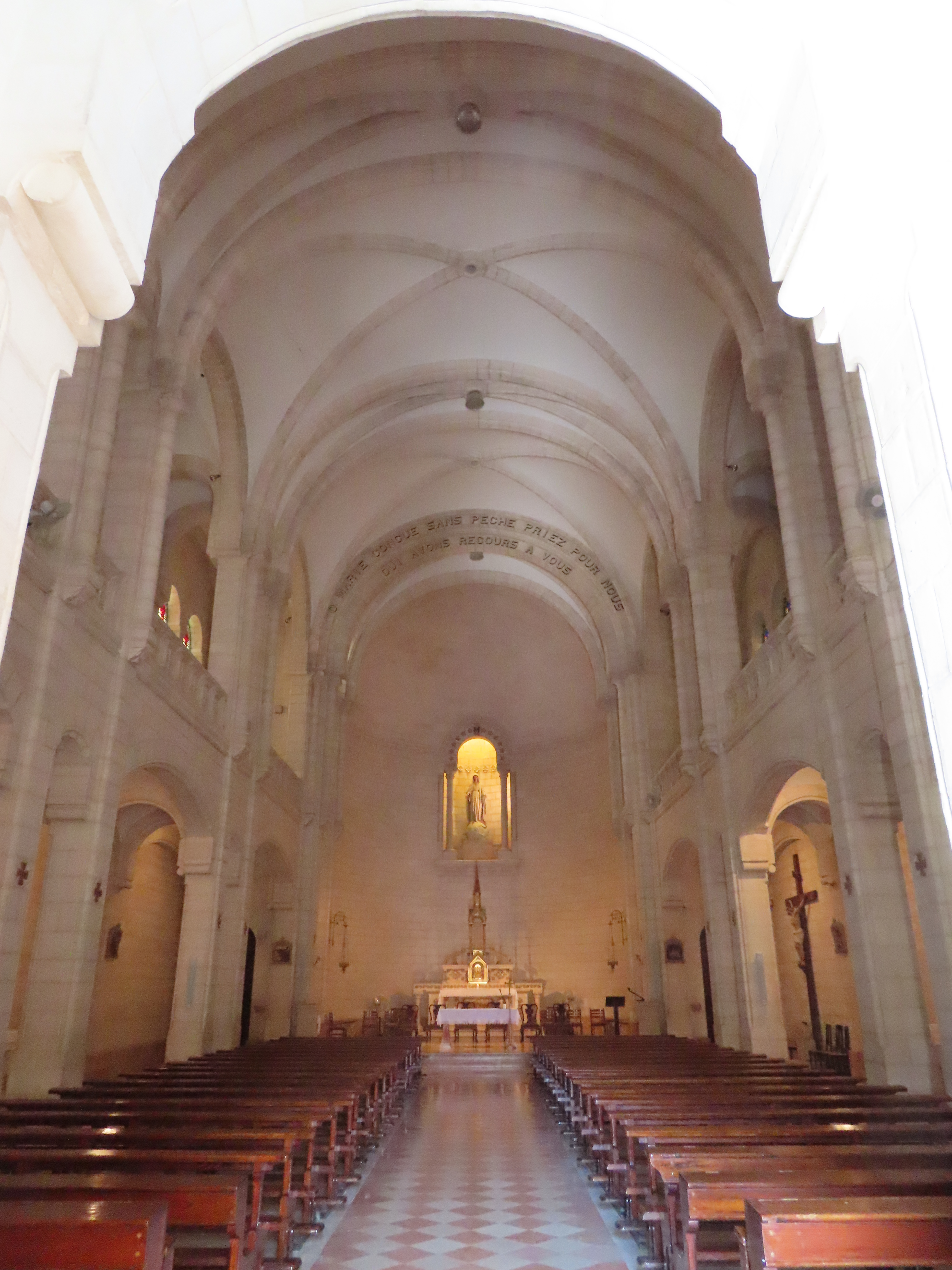
Kerkinterieur
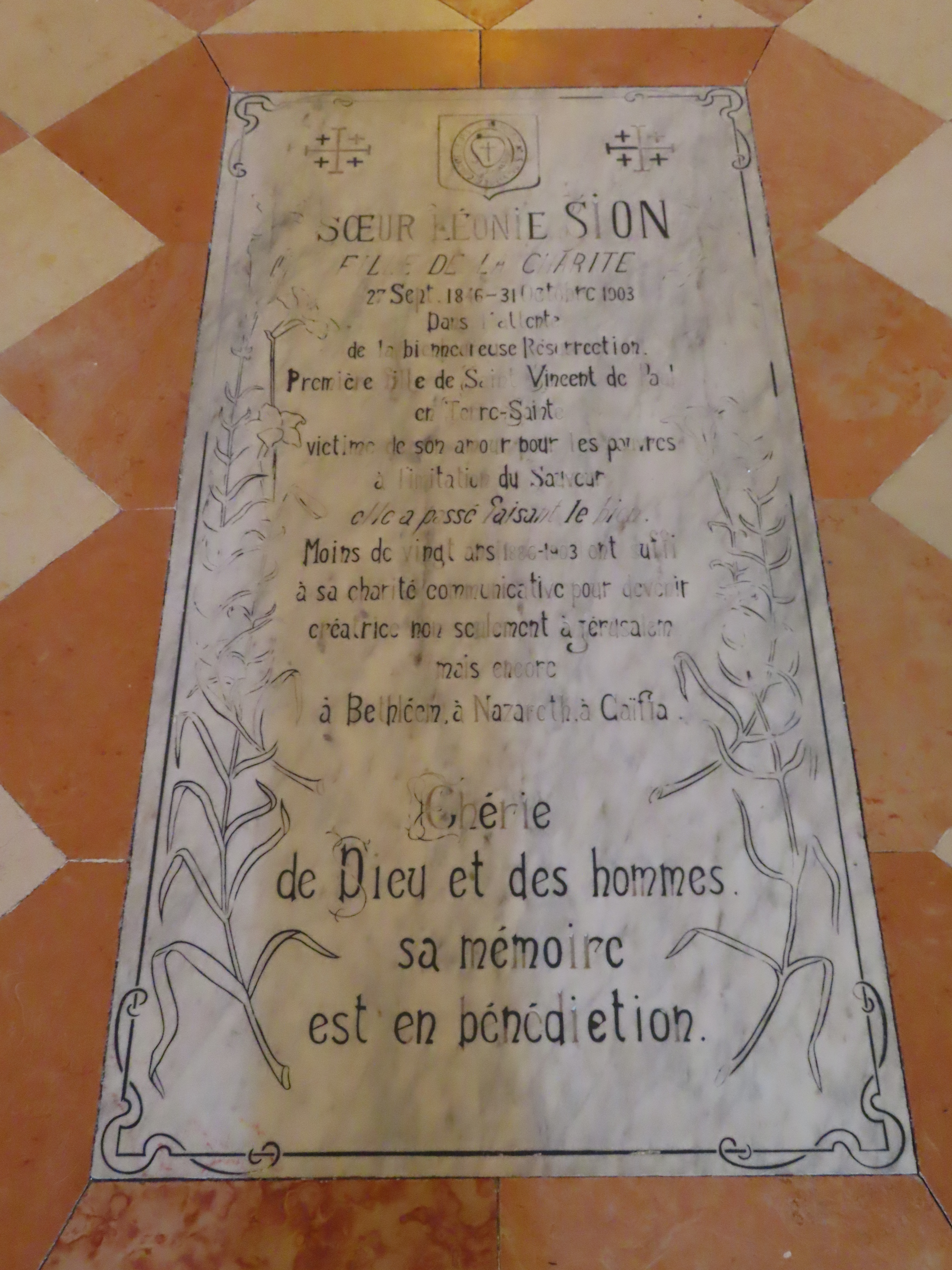
Tegeltableau met inscriptie
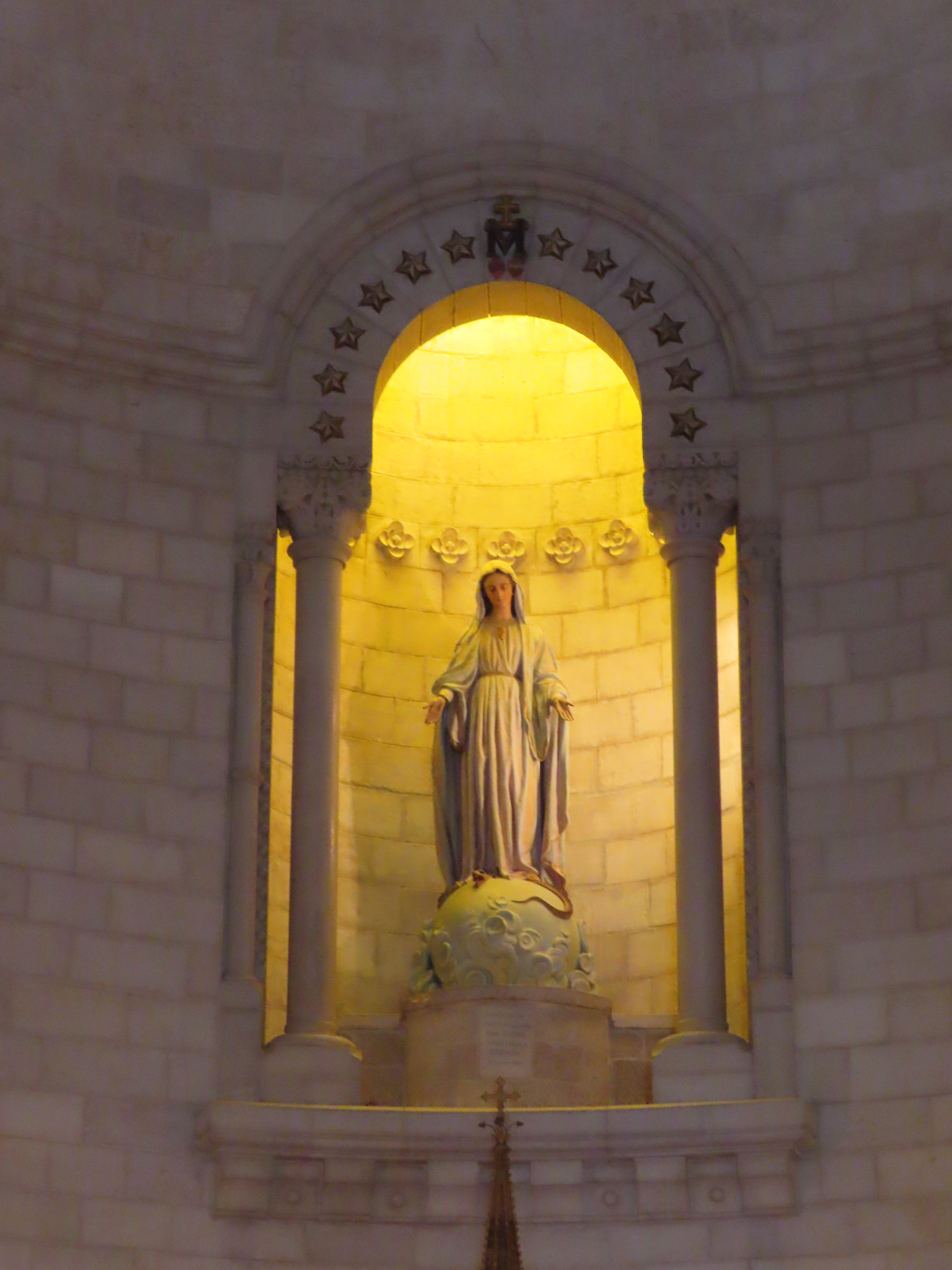
Beeld in de kerk
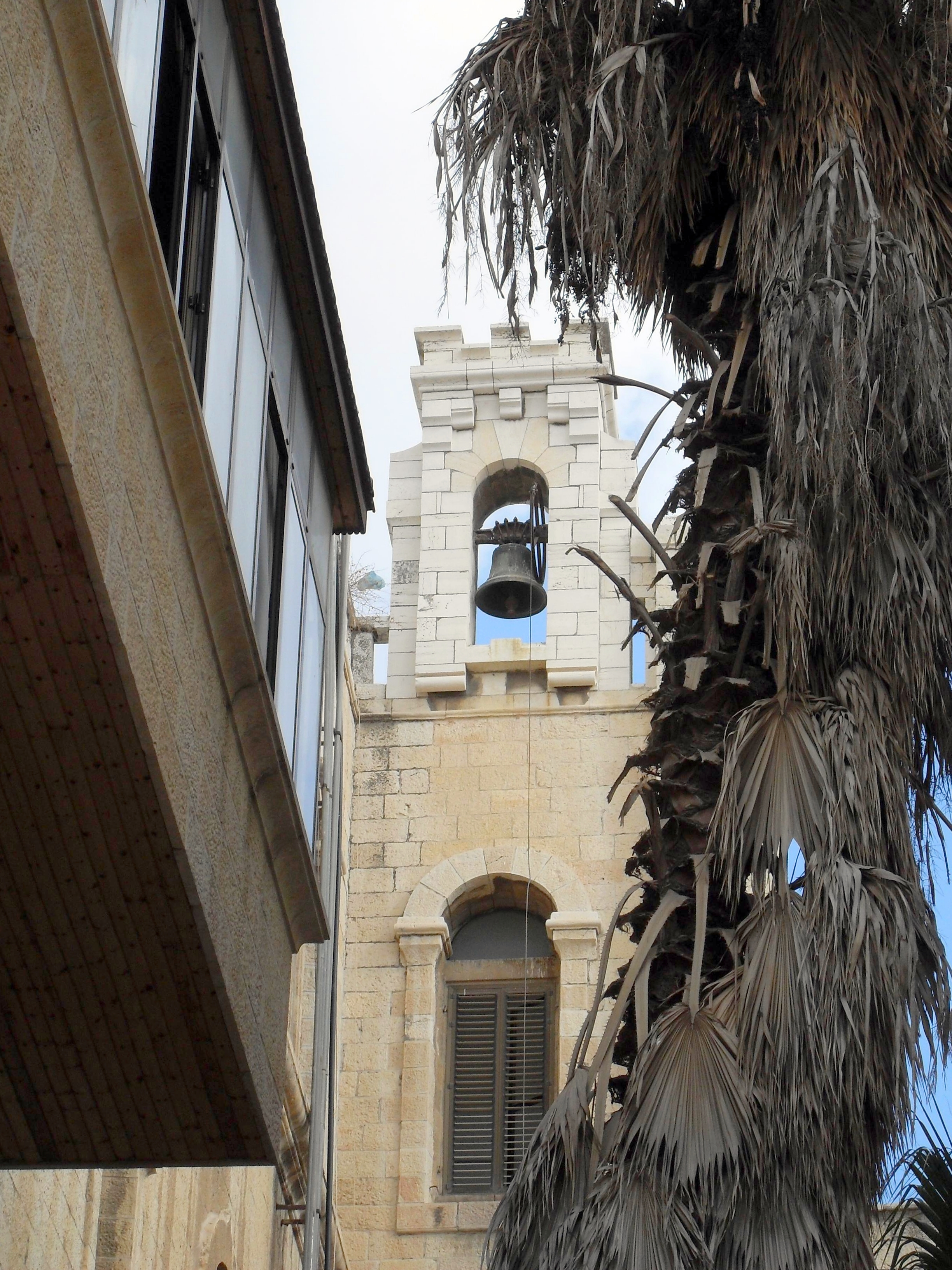
Klokketoren
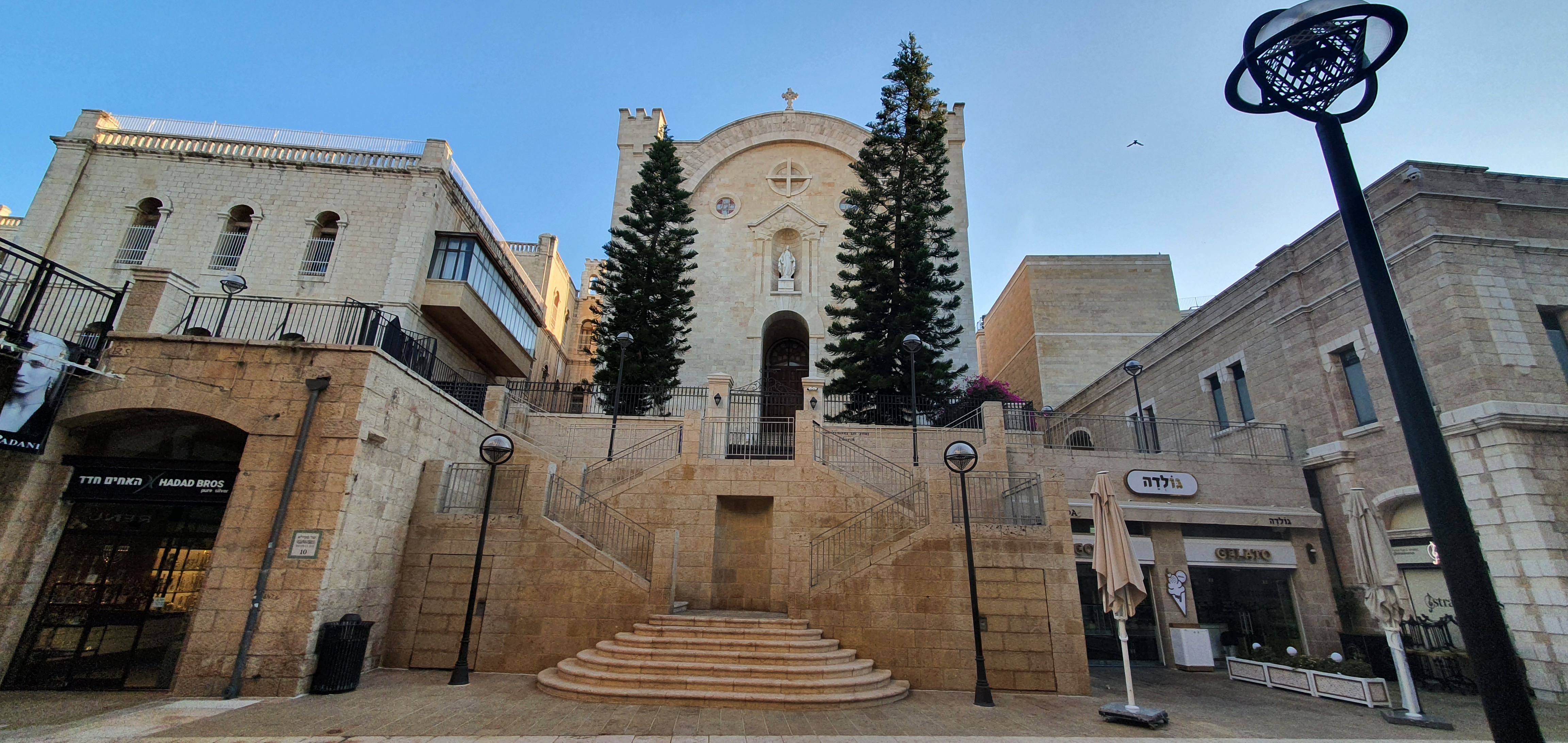
Vooraanzicht